# حقایقی درباره‌ی یک ماهی مرده
حقایقی درباره‌ی یک ماهی مرده نمایشنامه‌ای از محمد چرمشیر است که برای اولین بار در سال ۱۳۸۹ توسط انتشارات نیلا منتشر شده‌است. در این کتاب دو نمایش‌نامه به چاپ رسیده‌است که پس از حقایقی دربارهٔ یک ماهی مرده، نام آسمان روزهای برفی دیده می‌شود.
این نمایشنامه بارها در سالن‌های تئاتر به روی صحنه رفته‌است.

## داستان
داستان نمایشنامه حقایقی درباره‌ی یک ماهی مرده پیرامون تعریف یک کلمه، ما بین تولد و مرگ است که ما آن را ورود و خروج ماهی یا (زندگی) می‌نامیم.